# Roesski (Nordenskiöldarchipel)

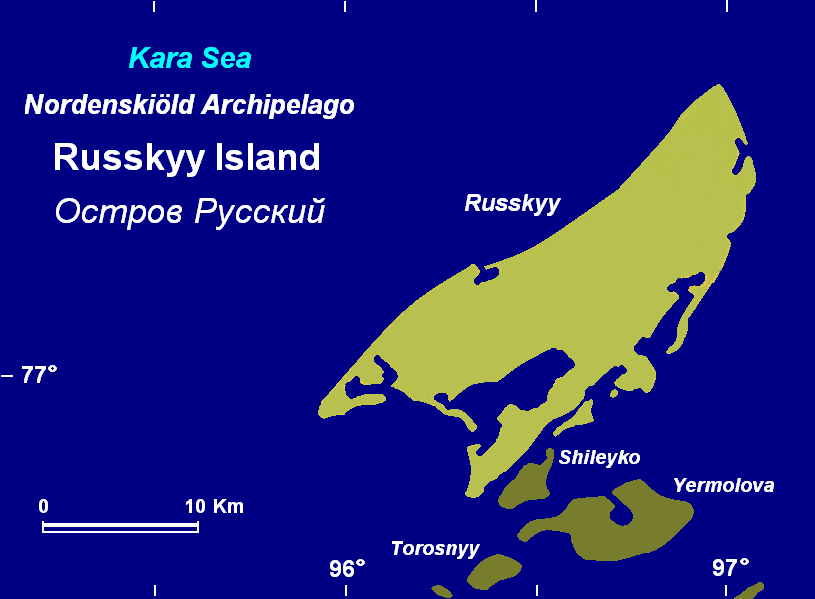
Kaart

Roesski (Russisch: Русский остров, Roesski ostrov) is een Russisch eiland in de Karazee ten noorden van het schiereiland Tajmyr. Het is het grootste en noordelijkste eiland van de Nordenskiöldarchipel met een lengte van ongeveer 38 kilometer en een breedte van maximaal 14 kilometer. Bestuurlijk maakt het deel uit van de kraj Krasnojarsk en tevens vormt het onderdeel van de zapovednik Bolsjoj Arktitsjeski, het grootste natuurreservaat van Rusland. Het eiland heeft een oppervlakte van 309 km² en is bedekt met toendrabegroeiing.
Sinds 1935 bevindt zich er een poolstation. Op 25 augustus 1942, tijdens de Duitse Operatie Wunderland, viel de Duitse zware kruiser Admiral Scheer ten noordwesten van Roesski de Russische ijsbreker Sibirjakov aan en bracht haar na een kort ongelijk gevecht tot zinken, waarna de Admiraal Scheer doorvoer om Dikson te bombarderen.
Ten zuidoosten van Roesski liggen de kleine eilandjes Gidrografov (hydrograaf) en Malysjka.